# Oskar von Boenigk
Oskar von Boenigk (ur. 25 sierpnia 1893 w Zebrzydowej (Siegersdorf), zm. 30 stycznia 1946 w obozie Ketschendorf – obecnie dzielnica Fürstenwalde/Spree) – as lotnictwa niemieckiego Luftstreitkräfte z 26 potwierdzonymi oraz 3 niepotwierdzonymi zwycięstwami w I wojnie światowej. Należał do grona Balloon Buster.

## Informacje ogólne
Oskar von Boenigk był urodzony w Zebrzydowej na Śląsku w rodzinie oficera Armii Cesarstwa Niemieckiego. W wojsku służył od 1904 roku jako kadet. 22 marca 1912 roku został przyjęty do 11 Pułku Grenadierów im. Króla Fryderyka III (2 Śląski) należącego do VI Korpusu Armijnego i stacjonującego we Wrocławiu. Po wybuchu wojny razem z pułkiem jako dowódca plutonu brał udział w walkach na froncie zachodnim. W październiku 1914 roku został ranny w walkach pod Longwy oraz awansowany na stopień podporucznika i odznaczony Krzyżem Żelaznym I klasy. W pułku służył do grudnia 1915 roku kiedy został przeniesiony do lotnictwa.
Po przejściu szkolenia w lotniczym oddziale uzupełnień Fliegerersatz Abteilung Nr. 7 w Kolonii uzyskał dyplom obserwatora i został od marca 1916 roku przydzielony do jednostki bojowej Kasta 19 (Kagohl 4), a później do Kasta 32 (Kagohl 6b). W jednostkach latał jako strzelec obserwator. Od kwietnia do czerwca 1917 roku przeszedł szkolenie z pilotażu samolotów myśliwskich w FEA 7. 24 lipca 1917 roku został przydzielony już jako pilot do dowodzonej przez przybyłego w tym samym dniu porucznika Kurta Bertrama von Döring jednostki myśliwskiej Jagdstaffel 4. Pierwsze zwycięstwo odniósł w niecały miesiąc później. 20 lipca w okolicach Tenbrielen zestrzelił samolot Sopwith. W momencie kiedy został przeniesiony do Jagdstaffel 21 na stanowisko jej dowódcy (21 października 1917) roku na swoim koncie miał 5 potwierdzonych i 2 niepotwierdzone zwycięstwa.
31 sierpnia 1918 roku został awansowany na stopień porucznika i mianowany dowódcą dywizjonu myśliwskiego Jagdgeschwader II. Funkcję tę pełnił do końca wojny, odnosząc łącznie 26 zwycięstw powietrznych, w tym 7 nad balonami obserwacyjnymi. Za służbę w lotnictwie był odznaczony najwyższymi odznaczeniami wojskowymi m.in.  Prus - Pour le Mérite i Saksonii.

## Okres międzywojenny
Po zakończeniu I wojny światowej Oskar von Boenigk służył w 418 Ochotniczym Batalionie Lotniczym w wojnie z bolszewikami. Na początku 1920 roku powrócił do pułku macierzystego, został mianowany na stopień kapitana i przeniesiony do rezerwy 31 marca 1920 roku. Od 1924 do 1933 roku pracował w Związku Niemieckich Żołnierzy Frontowych.
Do lotnictwa powrócił 1 lipca 1934 roku, został mianowany majorem Luftwaffe. Służbę swoją rozpoczął od stanowiska komendanta szkoły lotniczej w Cottbus. Później pełnił podobne funkcje w różnych szkołach lotniczych oraz ośrodkach uzupełnień lotniczych.

## II wojna światowa
Po wybuchu II wojny światowej Oskar von Boenigk został przeniesiony do Wrocławia i od 30 grudnia 1939 roku został mianowany komendantem wszystkich lotnisk w okolicach Wrocławia. Awansowany na stopień Generalmajor 1 lutego 1941 roku zakończył służbę w Luftwaffe 31 maja 1943 roku przechodząc na emeryturę.
Po zajęciu Wrocławia przez wojska radzieckie Oskar von Boenigk został aresztowany i osadzony w obozie internowania NKWD w Ketschendorf (obecnie dzielnica Fürstenwalde/Spree), gdzie zmarł 30 stycznia 1946 roku.

## Odznaczenia
- Pour le Mérite – 25 października 1918
- Saski Ernestyński Order Domowy; Krzyż Rycerski II Klasy z Mieczami – październik 1918[1]
- Krzyż Żelazny I Klasy – 29 października 1916
- Krzyż Żelazny II Klasy – 23 września 1914